# Rzędziszowice

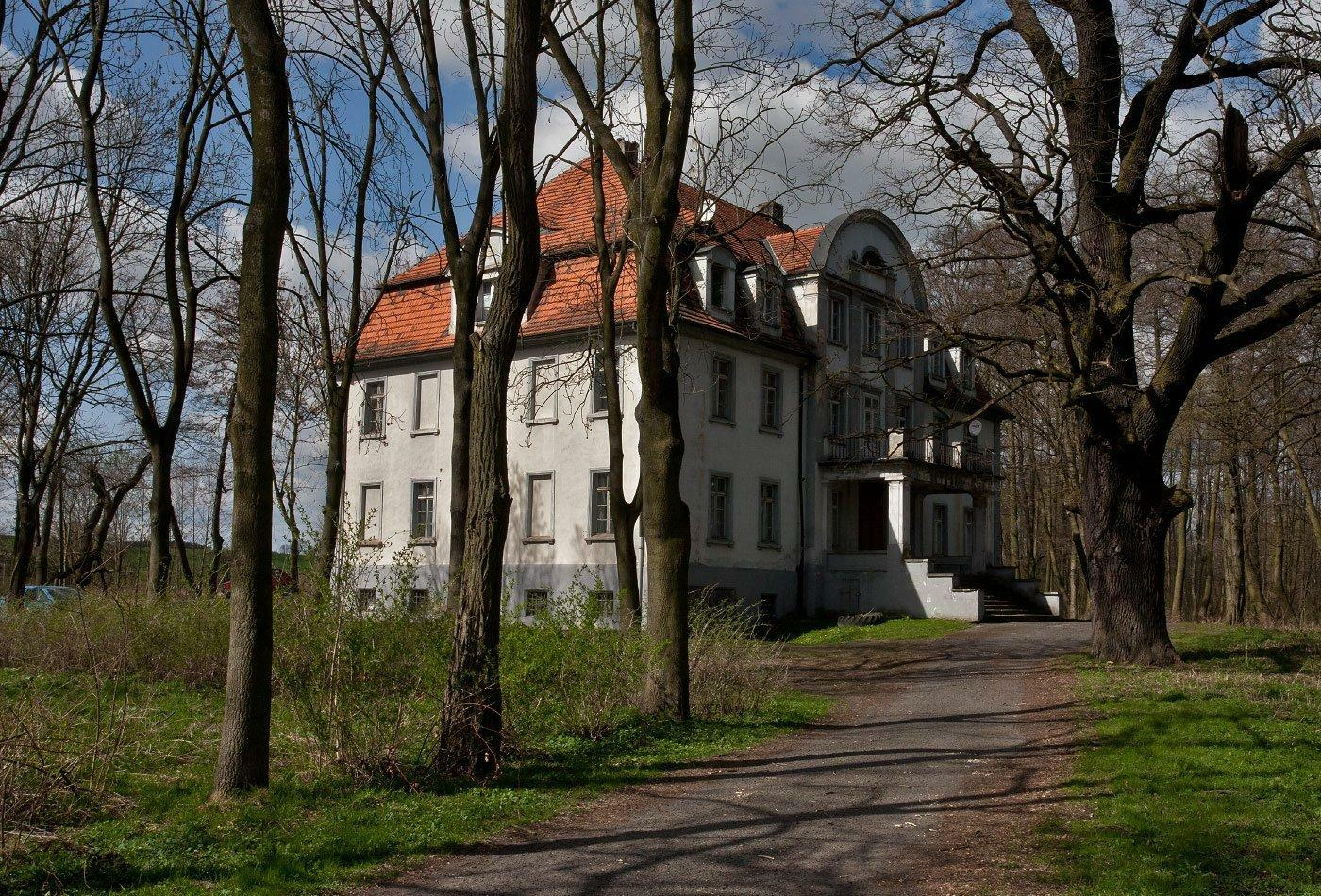
Schloss Paulwitz

Rzędziszowice (deutsch Paulwitz) ist ein Dorf in Niederschlesien. Es gehört zur Gmina Zawonia im Powiat Trzebnicki in der polnischen Woiwodschaft Niederschlesien.
Von 1945 bis 1998 gehörte der Ort zur Woiwodschaft Breslau. Das Dorf liegt etwa 24 km nordöstlich von Breslau.

## Geschichte
Ersterwähnt wurde Paulwitz, damals noch Paulovici geschrieben, am 28. Mai 1260. Herzog Heinrich von Schlesien verlieh an diesem Tag mit seinem Bruder Herzog Wladislaw dem Vinccenzstift das Gut Paulwitz im Eintausch für das Gut Popowitz (Pöpelwitz) an der Oder. Ende des 18. Jahrhunderts, bestehend aus Dorf und Gut, erscheint die Schreibform Pawlowitz und Paulwitz. Die Gutsherren auf Paulwitz stellte die alte Familie von Dresky.
Seit dem 27. Februar 1874 gehörte das Dorf mit Neubildung des Amtsbezirks Bingerau aus den Landgemeinden Bergkehle, Bingerau, Kapitz, Nieder Mahliau, Ober Mahliau und Paulwitz und den Gutsbezirken Bergkehle, Bingerau, Kapitz, Nieder Mahliau, Ober Mahliau und Paulwitz (12 Gemeinden/Gutsbezirke) zu diesem. 1885 lebten 402 Einwohner im Dorf und 63 auf dem juristisch eigenständigen Gut. Ende des 19. Jahrhunderts waren die Erben des Alfred von Gilgenheimb (1844–1893), liiert mit Anna Gräfin von Matuschka, Freiin von Toppolczan und Spaetgen, im Gutsbesitz von Paulwitz. Als Inspektor war Herr Kremser eingesetzt. 1930 ist dann weiterhin der Sohn Franz-Josef Hentschel Ritter von Gilgenheimb (1882–1950) der Gutserbe und Schlossbesitzer. Er war mit Elisabeth von Nell verheiratet und hatte drei Kinder. Er war Ehrenritter des Souv. Malteserordens und Mitglied in einigen Aufsichtsräten von Firmen der Region. Seine beiden Schwestern Cara und Dagmar lebten unvermählt in Breslau, der Bruder Hans Georg Hentschel von Gilgenheimb (Jg. 1885) betreute mit seiner Familie Gut Burg Auras und war ebenso im Malteserorden. Die Familie lebte nach der Enteignung in Heydt bei Trier, die Verwandtschaft in Ehreshoven und in Rheydt. 
Mit Einführung der Deutschen Gemeindeordnung vom 30. Januar 1935 erfolgte am 1. April 1935 die Umbenennung der Landgemeinde Paulwitz in die Gemeinde Paulwitz.
1942 hatte der Ort 262 Einwohner. Nach dem Zweiten Weltkrieg erfolgte auch hier die Vertreibung der deutschen Bevölkerung. Der Ort wurde in Rzędziszowice umbenannt.

## Sehenswürdigkeiten
Laut dem Register des polnischen Narodowy Instytut Dziedzictwa (Nationales Institut für Kulturerbe, NID) enthält die Liste der Denkmäler:
- Palastkomplex aus der zweiten Hälfte des 19. Jahrhunderts, mit:
  - Herrenhaus, ehemaliger Sitz von Adelsfamilien, erbaut in den Jahren 1880–1890 im neobarocken Stil. Das Gebäude besteht aus Backstein, ist vierseitig, zweigeschossig, zweistöckig und bedeckt mit einem Walmdach mit Dachgauben.
  - Park